# Otto Wacker (fałszerz)
Otto Wacker (ur. 11 sierpnia 1898, zm. 13 października 1970) – niemiecki handlarz dziełami sztuki, fałszerz obrazów Vincenta van Gogha.
Pochodził z Düsseldorfu, utrzymywał się z handlu obrazami. Na początku lat 20. XX wieku występował także jako tancerz pod pseudonimem Olindo Lowael. W styczniu 1927 roku zaprezentował w galerii sztuki Paula Cassirera w Berlinie trzydzieści trzy płótna van Gogha, kupione rzekomo kilka lat wcześniej od rosyjskiego emigranta mieszkającego w Szwajcarii, którego tożsamości ze względów bezpieczeństwa nie mógł ujawnić. Reprodukcje obrazów z kolekcji Wackera zostały umieszczone w wydanym przez de la Faille’a katalogu dzieł van Gogha. Ich autentyczność szybko zaczęła jednak budzić podejrzenia i podzieliła środowisko krytyków sztuki na dwa przeciwstawne obozy. Ponieważ kolekcjoner nadal odmawiał ujawnienia dokładnego źródła pochodzenia obrazów, w grudniu 1928 roku prokuratura wszczęła przeciw niemu śledztwo.
Przeprowadzona w toku śledztwa analiza wykluczyła autentyczność płócien, zaś śledczy w domu brata Wackera znaleźli kolejny fałszywy obraz van Gogha. 6 kwietnia 1932 roku w berlińskim sądzie rozpoczął się proces fałszerza. W wydanym 19 kwietnia wyroku skazany został na rok pozbawienia wolności. Po wniesieniu apelacji wydano w grudniu tegoż roku kolejny, znacznie surowszy wyrok – 19 miesięcy pozbawienia wolności i 30 tysięcy marek grzywny. Z powodu braku środków na jej zapłacenie wyrok przedłużono o kolejne 300 dni. Po II wojnie światowej Wacker mieszkał w NRD.